# Fiatau Penitala Teo
Fiatau Penitala Teo (1911  – 1998 november) Tuvalu első főkormányzója. 1978. október 1. és 1986. március 1. között vezette az országot. Őt Tupua Leupena követte.